# Cnidus
Cnidus (Oudgrieks: Κνίδος, Knidos) was een oud-Griekse stad in (Klein-Azië), gelegen aan het uiteinde van een langgerekt voorgebergte (Triopion), een uitloper van de kust van Carië (Reşadiye), tegenover het eiland Kos. Het is omstreden of Cnidus al sinds zijn vestiging aan het uiteinde van Reşadiye lag, of daar later vanuit het midden naartoe geplaatst is.

## Geschiedenis
Cnidus was door Doriërs gesticht. Het lokale dialect was het Dorisch. Cnidus was lid van de Dorische hexapolis. Rond 580 v.Chr. nam de stad deel aan de kolonisatie van Sicilië en Naukratis in Egypte om in 565/564 v.Chr. zelf onder Perzische heerschappij te komen. Bij de Slag bij Salamis vocht Cnidus mee aan Perzische zijde. Na de Slag bij Mycale in 479 v.Chr. werd Cnidus lid van de Delisch-Attische Zeebond om na de Slag bij de Eurymedon geheel door de Atheners onderworpen te worden. Tijdens de Peloponnesische Oorlog liep Cnidus in 412 v.Chr. over naar Spartaanse zijde. Daarna volgde opnieuw Perzische heerschappij. In de wateren rond Cnidus bracht Conon aan het hoofd van de Perzische vloot (en met versterking van Griekse huurlingen) in 394 v.Chr. een zware nederlaag toe aan de Spartaanse vloot. In de derde eeuw v.Chr. was Cnidus veelal Ptolemaïsch en stond het onder invloed van Rodos.
Oorspronkelijk had Cnidus een oligarchisch karakter. De senaat bestond uit 60 leden en werd voorgezeten door een magistraat. Geleidelijk kreeg de constitutie een democratischer karakter. Vanwege de gunstige ligging voor de handel was Cnidus welvarend. De eilanden Korčula en Lipari werden door Cnidus gekoloniseerd.

## Stadsbeeld

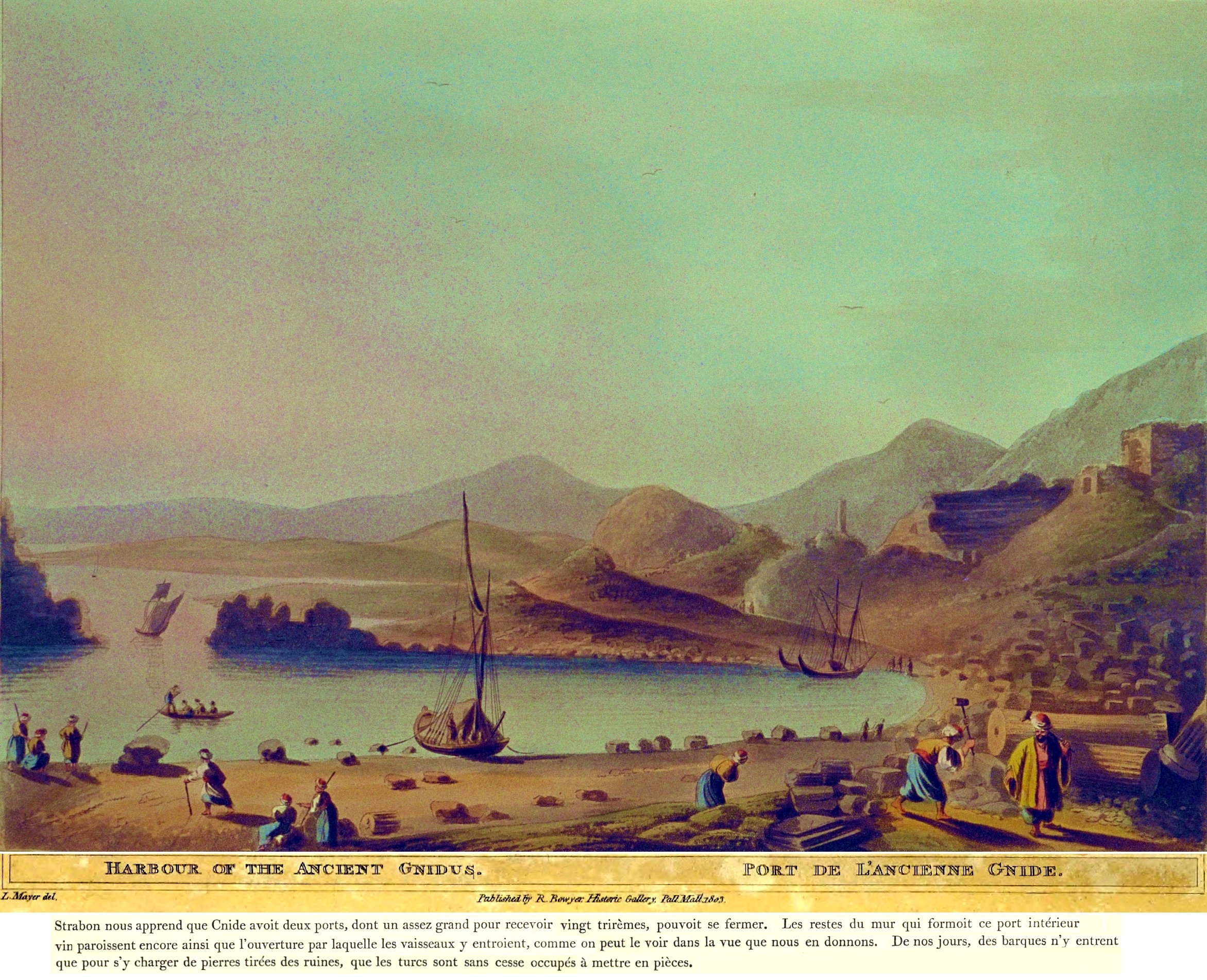
Haven van Cnidus uit Views in the Ottoman Empire, 1803

De overblijfselen van de agora, het theater, het odeum, de tempels voor Dionysus en de Muzen en vele andere gebouwen in Cnidus zijn opgegraven. Hierdoor heeft men zich een goed beeld van de stad kunnen vormen. Volgens Strabo had de stad twee havens en volgens het reisverslag van Luigi Mayer uit het einde van de 18e eeuw werd een van de havens in die tijd nog gebruikt: Nu wordt de haven gebruikt voor het vervoer van stenen die de Turken verkrijgen door het continu afbreken van de overgebleven ruïnes. Er bevond zich een Dorisch heiligdom ter ere van Apollo Triopios, waar samen met de Cnidiërs ook de (Dorische) inwoners van Halicarnassus, van het eiland Kos en van de drie belangrijkste steden van Rodos vergaderden. Omstreeks 550 v.Chr. bouwden de Cnidiërs in Delphi een schathuis van Parisch marmer, en later een vergaderlokaal (leschè) dat door de kunstschilder Polygnotus werd versierd. Tegen het midden van de 4e eeuw maakte de beeldhouwer Praxiteles voor een Aphroditeheiligdom in Cnidus zijn beroemde beeld van Aphrodite, bekend als de Aphrodite van Cnidus, waarvan alleen nog kopieën bestaan. Verder zijn er een beroemd beeld van Demeter (ca. 340 v.Chr.) en een beeld van een leeuw ter ere van de overwinning van Conon gevonden. Cnidus was ook beroemd om zijn artsenschool, waar onder meer de geschiedschrijver Ctesias werkzaam was. Andere beroemde inwoners van Cnidus waren de wiskundige en filosoof Eudoxus en de hellenistische architect Sostratos.